# Joey Cramer
Deleriyes August Joe Fisher Cramer, conocido como Joey Cramer (Vancouver, 23 de agosto de 1973), es un actor canadiense.

## Biografía
Bajo el nombre Joey Cramer debutó Deleriyes August Joe Fisher Cramer como actor. Su primera película fue Runaway, brigada especial (1984), donde actuó junto con actores como Tom Selleck, Gene Simmons y Kirstie Alley. Después participó en otras películas como El vuelo del navegante (1986). En esas películas Joey Cramer se volvió un conocido actor infantil y recibió en 1986 una nominación en los Premios Saturn como mejor actor infantil por su actuación en El vuelo del Navegante, donde interpretó a David Freeman, su papel más conocido. 
Después de aparecer en El zorro de piedra (1987), dejó la carrera para concentrarse en los estudios, aunque apareció brevemente como actor otra vez en 1996. Regresó a Canadá, donde fue arrestado en el 2016 por un caso relacionado con un robo de un banco. Fue condenado más tarde en ese año a casi 2 años de cárcel por el crimen. Ahora está haciendo un documental para relatar su vida desde su mayor éxito en la película El vuelo del navegante (1986).

## Filmografía (parcial)

### Películas
- 1984: Runaway, brigada especial (Runaway)
- 1986: El clan del oso cavernario (The Clan of the Cave Bear)
- 1986: El vuelo del navegante (Flight of The Navigator)
- 1987: El zorro de piedra (Stone Fox)
- 2023: Altered Perceptions

### Series
- 1986: Se ha escrito un crimen (2 episodios)